# Saint-Jeannet, Alpes-de-Haute-Provence
Saint-Jeannet är en kommun i departementet Alpes-de-Haute-Provence i regionen Provence-Alpes-Côte d'Azur i sydöstra Frankrike. Kommunen ligger  i kantonen Mézel som ligger i arrondissementet Digne-les-Bains. År 2022 hade Saint-Jeannet 48 invånare.

## Befolkningsutveckling
Antalet invånare i kommunen Saint-Jeannet
Referens: INSEE